# Teoria temperamentu PEN
Biologiczna teoria temperamentu PEN Hansa Eysencka zalicza się do czynnikowych teorii osobowości. Zakłada biologiczne podłoże temperamentu i uniwersalność cech temperamentalnych. 
Czynnikowe koncepcje cech powstały wraz z upowszechnieniem się metod statystycznej analizy czynnikowej, pozwalającej na ateoretyczne określanie obserwowanych w danych współzależności różnych wskaźników. W tym podejściu, badacze w mniejszym stopniu opierają się a priori na teorii, ale wykonują pomiary i interpretują znaczenie zaobserwowanych empirycznie wymiarów. 
Według Eysencka, osobowość powstaje i rozwija się przez funkcjonalne współdziałanie czterech sfer: sfery poznawczej (inteligencja), woluntarnej (charakter), afektywnej (temperament) i somatycznej (konstytucja ciała). Przez osobowość Eysenck rozumie względnie trwałą organizację charakteru, temperamentu, inteligencji oraz konstytucji fizycznej, która determinuje specyficzny sposób przystosowania do otoczenia. Temperament to sposób wyrażania emocji, jest częścią składową charakteru, czyli systemu świadomych dążeń w zachowaniu.
Struktura osobowości składa się z trzech niezależnych wymiarów, którym Eysenck nadał nazwy:
- Psychotyczności
- Ekstrawersji
- Neurotyczności.

Każdy z tych czynników jest krańcem kontinuum. Biegunem przeciwnym do ekstrawersji jest introwersja, przeciwieństwo neurotyczności to równowaga emocjonalna. Psychotyczność, która została najpóźniej wprowadzona do teorii, na jednym biegunie stanowi o patologii psychicznej, na drugim o uspołecznieniu. Późniejsze badania pokazały, że ostatni czynnik jest najmniej spójnym i rzetelnym, i obejmuje aspekty kreatywności i respektowania norm społecznych.
Pojęcie ekstrawersji-introwersji Eysenck zapożyczył od Junga, który rozumiał te wymiary osobowości częściowo inaczej.
Wymiary teorii PEN są możliwe do badania kwestionariuszem EPQ-R (Eysenck, Eysenck i Barrett), znormalizowanym dla uczniów szkół ponadpodstawowych, studentów i osób dorosłych. Autorami polskiej adaptacji są Piotr Brzozowski, Radosław Drwal.